# Foire de la Saint Martin
La Foire de la Saint Martin est à l'origine une foire agricole  dont la première édition a eu lieu en 1356 à Voiron, Isère. Aujourd'hui la Foire de la Saint Martin est un événement annuel, qui se déroule les 10 et 11 novembre à Voiron, et est composé de la foire agricole, d'une foire de commerçants et d'une fête foraine. 
La Foire de la Saint Martin reste l'un des événements majeurs du Pays Voironnais depuis le Moyen-Âge bien qu'avec le temps et les coutumes celle-ci se soit transformée.

## Histoire
L'histoire de la Foire de la Saint Martin remonte à sa première édition en 1356. La ville de Voiron et ses alentours étaient encore sous la domination du Comte de Savoie de l'époque Amédée VI dit le comte vert qui régna de 1343 à 1383. D'après Louis Cortès, auteur d'un ouvrage sur Voiron, C'est sous cette autorité que fut instaurée la Foire annuelle le 11 novembre jour de la Saint Martin avec la donation de franchises du Comte de Savoie afin de pouvoir créer foires et marchés. Cependant ni les Archives Communales de la ville de Voiron ni les Archives départementales de l'Isère ne détiennent les documents fondateurs. Le nom de Saint Martin provient du nom du saint évangélisateur de la Gaule au IVe siècle. 
La création de ces foires et marchés avait pour but d'ouvrir la ville aux échanges économiques mais selon l'archéologue Jean-Pierre Moyne, ces événements coïncident avec l'organisation d'un pèlerinage entre les paroisses de Voiron et La Murette. Au départ, la foire avait lieu uniquement le jour de la Saint Martin le 11 novembre mais le succès rencontré par l'événement poussa vite les administrations locales de l'époque à commencer la foire un jour plus tôt, le 10 novembre.   
Les premières traces écrites de la Foire de la Saint Martin remontent au XVIIe siècle dans les comptes-rendus des assemblées qui figurent parmi les archives communales. Ces écrits concernaient en grande partie le problème de l'échantillonnage des poids et mesures. En effet, la ville de Voiron était située à cette période au niveau de la frontière entre le Dauphiné et la Savoie et il fallait donc une vérification minutieuse et organisée des instruments de mesure.  

## Description

### Animations sur la Foire
La foire était à l'origine en grande partie agricole mais avec le temps, les éleveurs ont petit à petit laissé la place aux manèges de la fête foraine ou aux buvettes des clubs sportifs des alentours. 
Lors des premières éditions, les premiers acteurs de la foire étaient des boulangers, des commerçants de bétails, des drapiers, des fermiers, des fromagers, des meuniers ou encore des joailliers. C'est depuis les années 50 que la foire commerciale prend le pas sur la foire agricole et c'est vers l'année 2000 que les agriculteurs disparaissent totalement de la foire. Il faut attendre 2006 et l'action de jeunes agriculteurs pour voir le retour du bétail à Voiron avec des expositions de matériel agricole et la vente de produits locaux sur la place Saint-Bruno.  

### Fréquentation
Elle rassemble lors des dernières éditions pas moins de 650 exposants que ce soient forains, associations ou commerçants. Lors de la 659e édition qui a eu lieu les 10 et 11 novembre 2016, il était attendu autour de 200 000 visiteurs à Voiron. 